# Scarus schlegeli
Scarus schlegeli és una espècie de peix de la família dels escàrids i de l'ordre dels perciformes.

## Morfologia
Els mascles poden assolir els 40 cm de longitud total.

## Distribució geogràfica
Es troba a l'est de l'Índic (Illa Christmas) i des de les Illes Moluques (Indonèsia) fins a les Tuamotu, les Illes Ryukyu i la Gran Barrera de Corall.